# Elżbietanki
Elżbietanki, Zgromadzenie Sióstr św. Elżbiety – żeńskie, rzymskokatolickie zgromadzenie zakonne powstałe 27 września 1842 z inicjatywy 4 młodych kobiet (Marii i Matyldy Merkert, Franciszki Werner i Klary Wolff – wszystkie należały do III Zakonu św. Franciszka), zdecydowanych służyć chorym i ubogim, o charakterze wspólnoty kontemplacyjno-czynnej, łączącej codzienną modlitwę z posługą człowiekowi, którego patronką jest od 1850 św. Elżbieta Węgierska.

## Historia

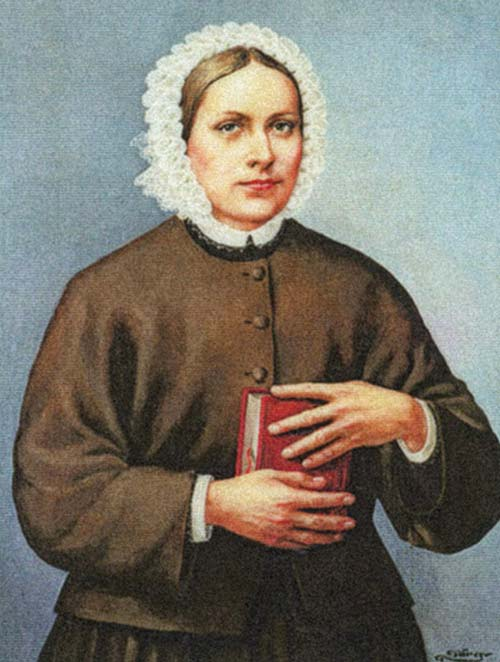
Współzałożycielka zgromadzenia elżbietanek – Klara Wolff

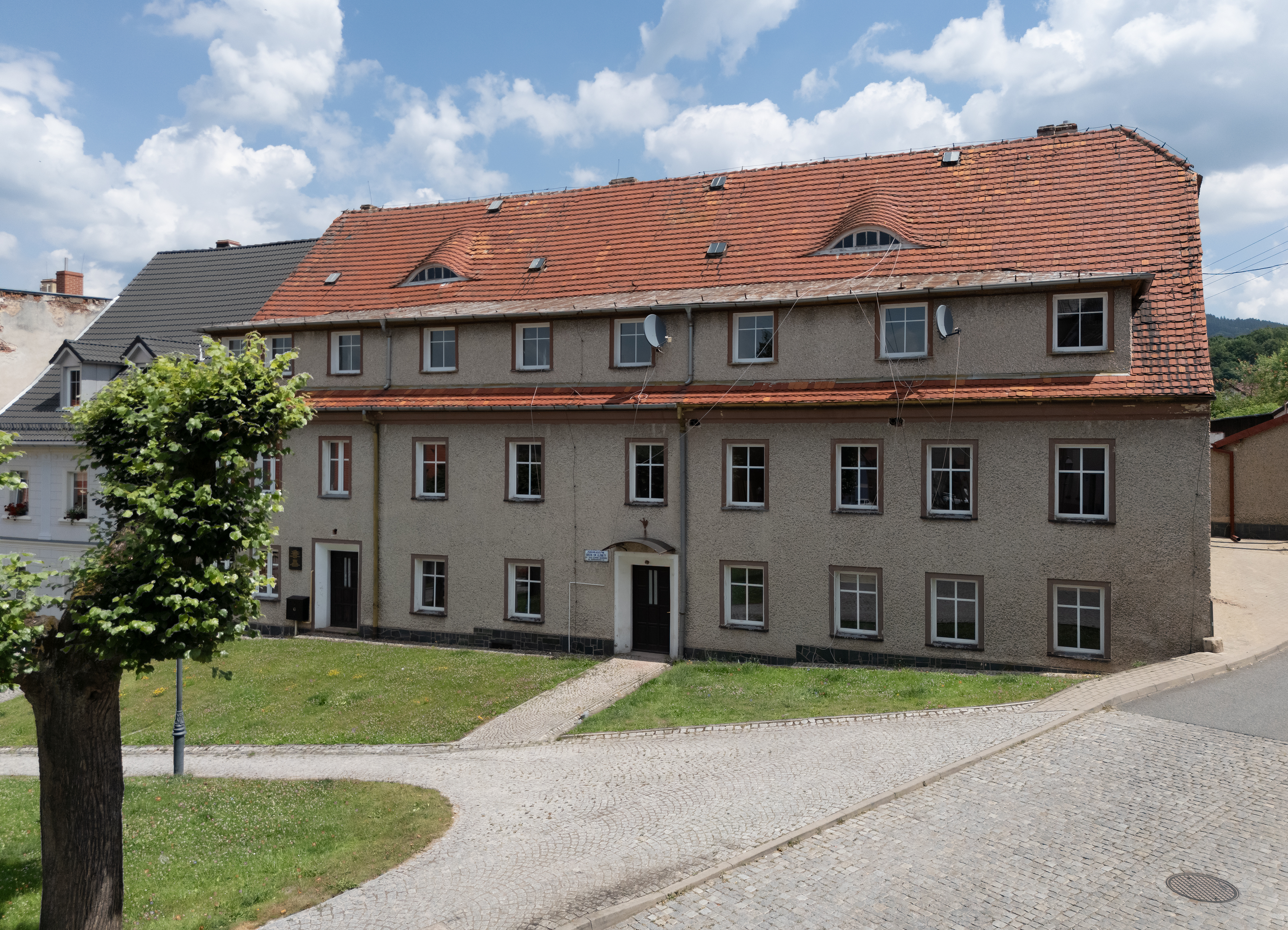
Zgromadzenie elżbietanek w Lewinie Kłodzkim

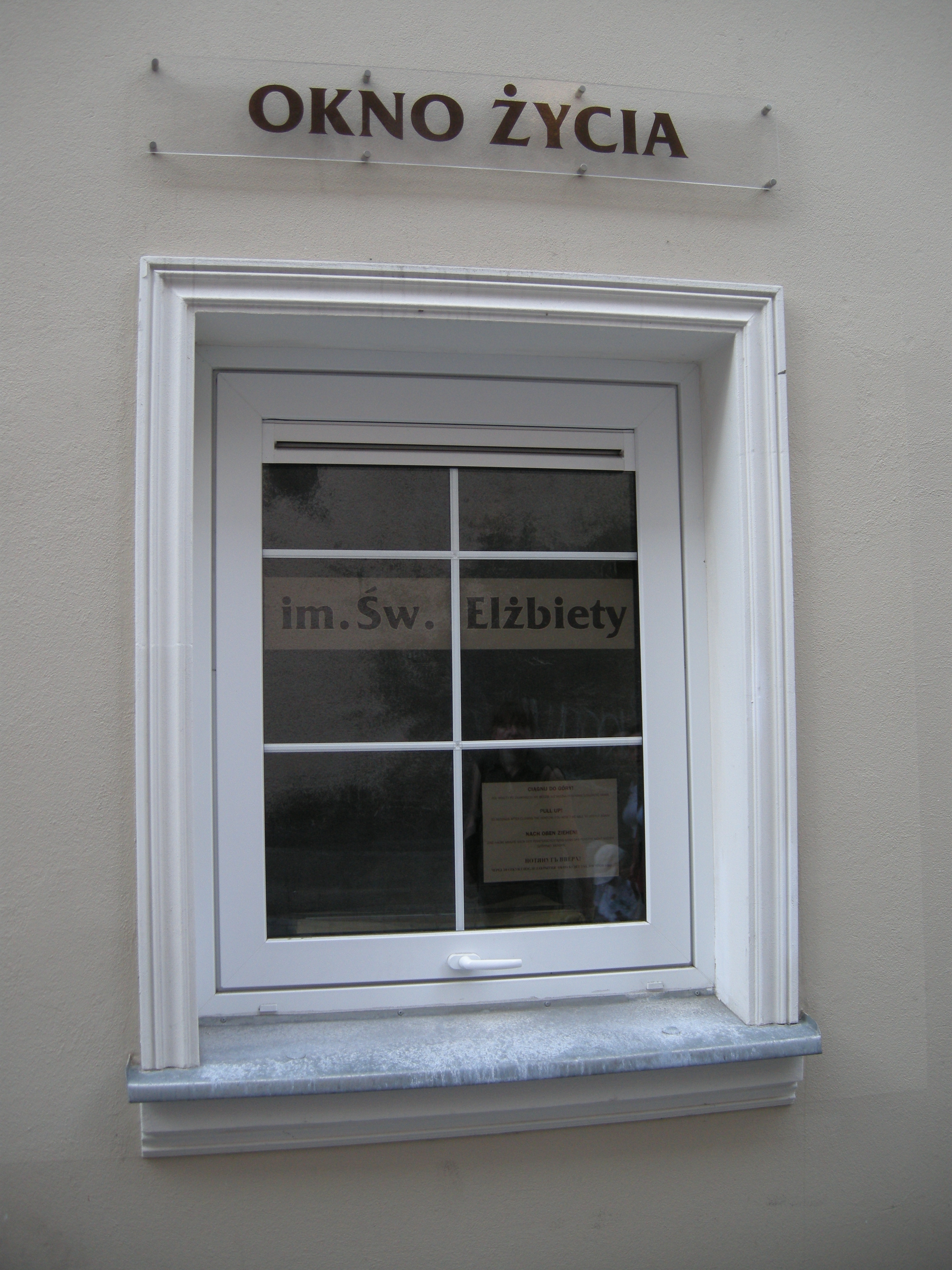
Okno życia przy toruńskim klasztorze elżbietanek

Zgromadzenie powstało ze względu na przemiany, jakie zachodziły w XIX wieku w wyniku natężającego się rozwoju gospodarki kapitalistycznej. Na Śląsku klęski żywiołowe oraz głód, które były główną przyczyną dość licznych epidemii tyfusu i cholery, przy niedostatecznej liczbie lekarzy, pielęgniarek i szpitali, pociągały za sobą wiele ofiar ludzkiego życia, zwłaszcza wśród ludzi najbiedniejszych.
27 września 1842 roku swoją działalność rozpoczęło stowarzyszenie dla terenowej pielęgnacji chorych, które wkrótce przekształciło się w zgromadzenie zakonne. Powstało z inicjatywy siostry Klary Wolff z Prudnika, do której z czasem dołączyła Franciszka Werner oraz siostry Maria i Matylda Merkert z Nysy. Głównym celem zakonnic była bezinteresowna służba ludziom potrzebującym, bez względu na wiek, stan i wyznanie.
W 1846 roku arcybiskup wysłał Klarę Wolff i Marię Merkert do Kongregacji Sióstr Miłosierdzia w Pradze, by mogły zapoznać się z życiem zakonnym i przyswoić wzorową metodę pielęgnowania chorych. Władze kościelne chciały połączyć nyską wspólnotę Elżbietanek z Boromeuszkami, ku sprzeciwie Klary i Marii, które twierdziły, że duchowość Boromeuszek różni się od duchowości założonego przez nie stowarzyszenia. Władze uniemożliwiały Klarze dalszą działalność w Nysie, przez co wyjechała do Bystrzycy Kłodzkiej, gdzie kontynuowała swój życiowy ideał, natomiast Franciszka i Maria pozostały w Nysie.
Matylda i Franciszka od 1846 roku przebywały w Prudniku, gdzie pracowały w szpitalu. Wskutek zarażenia się tyfusem od podopiecznych – Matylda zmarła 8 maja w Prudniku.
W 1849 roku dotychczasowe stowarzyszenie w Nysie zostało rozwiązane. Franciszka i Maria postanowiły pójść w ślady Klary. Zostały pozbawione środków utrzymania, a dawne mieszkanie nyskiej wspólnoty zajęły Boromeuszki. Zarząd miasta Nysy, uwzględniając prośby obywateli, stanął w obronie Elżbietanek i zezwolił im na rozwinięcie dawnej działalności. Maria i Franciszka obrały św. Elżbietę Węgierską za patronkę wspólnoty. 19 listopada 1850 ponownie rozpoczęły rozdzielanie ciepłych potraw i odzieży ubogim i chorym. Kierownictwo nad zgromadzeniem przejęła Maria, jako najstarsza.
4 września 1859 książę biskup Heinrich Förster zatwierdził stowarzyszenie szarych sióstr św. Elżbiety. Matka Maria została pierwszą przełożoną generalną. 23 maja 1864 król Wilhelm I Hohenzollern nadał na wieczne czasy fundacji Matki Marii „Katolicki Zakład Dobroczynności pw. św. Elżbiety” prawa korporacyjne. W następnych latach powstało około 80 placówek z Domem Macierzystym w Nysie. Siostry opiekowały się osobami w podeszłym wieku. Działały m.in. w Nysie, Wrocławiu, Złotoryi, Prudniku i Jeleniej Górze. 7 czerwca 1871 papież Pius IX udzielił Zgromadzeniu aprobaty.
Maria sprawowała w Zgromadzeniu władzę przełożonej generalnej przez 13 lat (jej proces beatyfikacyjny, rozpoczęty w 1985 roku na szczeblu diecezjalnym zakończyła 30 września 2007 uroczysta beatyfikacja w Nysie). Pod koniec jej życia (zmarła w 1872 roku) wspólnota liczyła ponad 450 sióstr. Zabiegi kolejnych przełożonych generalnych: Franciszki Werner i Melchiory Klammt doprowadziły do ostatecznego zatwierdzenia Zgromadzenia 26 stycznia 1887 przez papieża Leona XIII.

## Charakterystyka
Zgromadzenie posiada liczne placówki misyjne m.in. w Boliwii, Brazylii, Czechach, Danii, Gruzji, Kazachstanie, Litwie, Paragwaju, Rosji, Ukrainie i w Ziemi Świętej.
W 2006 roku zgromadzenie liczyło ok. 1000 sióstr pracujących w szpitalach jako pielęgniarki, w przedszkolach i szkołach jako katechetki, w parafiach jako zakrystianki i organistki oraz w kuriach biskupich. Siostry prowadzą też domy opieki, domy dziecka, zakłady wychowawcze i internaty.

## Zarząd generalny zgromadzenia
| Zarząd generalny Zgromadzenia Sióstr św. Elżbiety |                      |                      |
| Funkcja                                           | Funkcja              | Zakonnica            |
| Przełożona generalna                              | Przełożona generalna | s. Rafaela Fischbach |
| Wikaria generalna                                 | I                    | s. Weronika Tomczyk  |
| Radne generalne                                   | II                   | s. Katarzyna Mróz    |
| Radne generalne                                   | III                  | s. Patrycja Sobinek  |
| Radne generalne                                   | IV                   | s. Aleksandra Leki   |
| Sekretarka generalna                              | Sekretarka generalna | s. Ewelina Sprada    |
| Ekonomka generalna                                | Ekonomka generalna   | s. Anna Hałabis      |

### Siedziba domu generalnego
Siedziba domu generalnego ulegała na przestrzeni lat działania zgromadzenia licznym zmianom. W 1974 roku została ona przeniesiona z Reinbeku do dwupiętrowego domu w Rzymie (via Nomentana 140).
| Siedziba domu generalnego elżbietanek |                     |                    |
| Lp.                                   | Okres               | Kraj / Miejscowość |
| 1.                                    | 1865–1890           | Nysa               |
| 2.                                    | 1890–1946           | Wrocław            |
| 3.                                    | 1946–1947 1952–1974 | Reinbek            |
| 4.                                    | 1947–1948           | Berlin             |
| 5.                                    | 1948–1952           | Georgenborn        |
| 6.                                    | od 1974             | Rzym               |

## Lista przełożonych generalnych

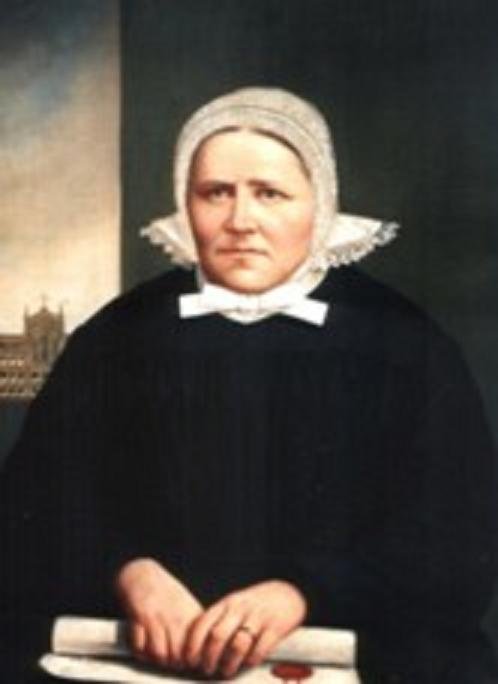
Współzałożycielka i pierwsza przełożona generalna elżbietanek bł. Maria Merkert

| Przełożone generalne elżbietanek |                                                 |                                   |
| Lp.                              | Okres                                           | Przełożona generalna              |
| 1                                | 15 grudnia 1859(dts) – 14 listopada 1872(dts) † | Bł. Maria Merkert                 |
| 2                                | 11 marca 1873(dts) – 14 grudnia 1885(dts) †     | Służebnica Boża Franciszka Werner |
| 3                                | 24 lutego 1886(dts) – 29 marca 1908(dts) †      | Melchiora Klammt                  |
| 4                                | 4 czerwca 1908(dts) – 1 września 1920(dts)      | Lamberta Fleischer                |
| 5                                | 1 września 1920(dts) – 1 września 1938(dts)     | Mercedes Rother                   |
| 6                                | 1 września 1938(dts) – 3 stycznia 1942(dts) †   | Edelberta Hoffmann                |
| 7                                | 19 sierpnia 1942(dts) – 29 maja 1962(dts)       | Mathildis Kütner                  |
| 8                                | 29 maja 1962(dts) – 14 listopada 1974(dts)      | Johanna Schneider                 |
| 9                                | 14 listopada 1974(dts) – 4 listopada 1986(dts)  | Ignatia Hischer                   |
| 10                               | 4 listopada 1986(dts) – 4 listopada 2004(dts)   | Margarita Wiśniewska              |
| 11                               | 4 listopada 2004(dts) – 28 września 2023(dts)   | Samuela Werbińska                 |
| 12                               | od 28 września 2023(dts)                        | Rafaela Fischbach                 |

## Prowincje elżbietanek

### W Polsce
- prowincja katowicka
- prowincja nyska
- prowincja poznańska
- prowincja toruńska
- prowincja warszawska
- prowincja wrocławska

### Na świecie
- prowincja brazylijska
- prowincja niemiecka
- prowincja norweska
- prowincja włoska